# Estheticisme

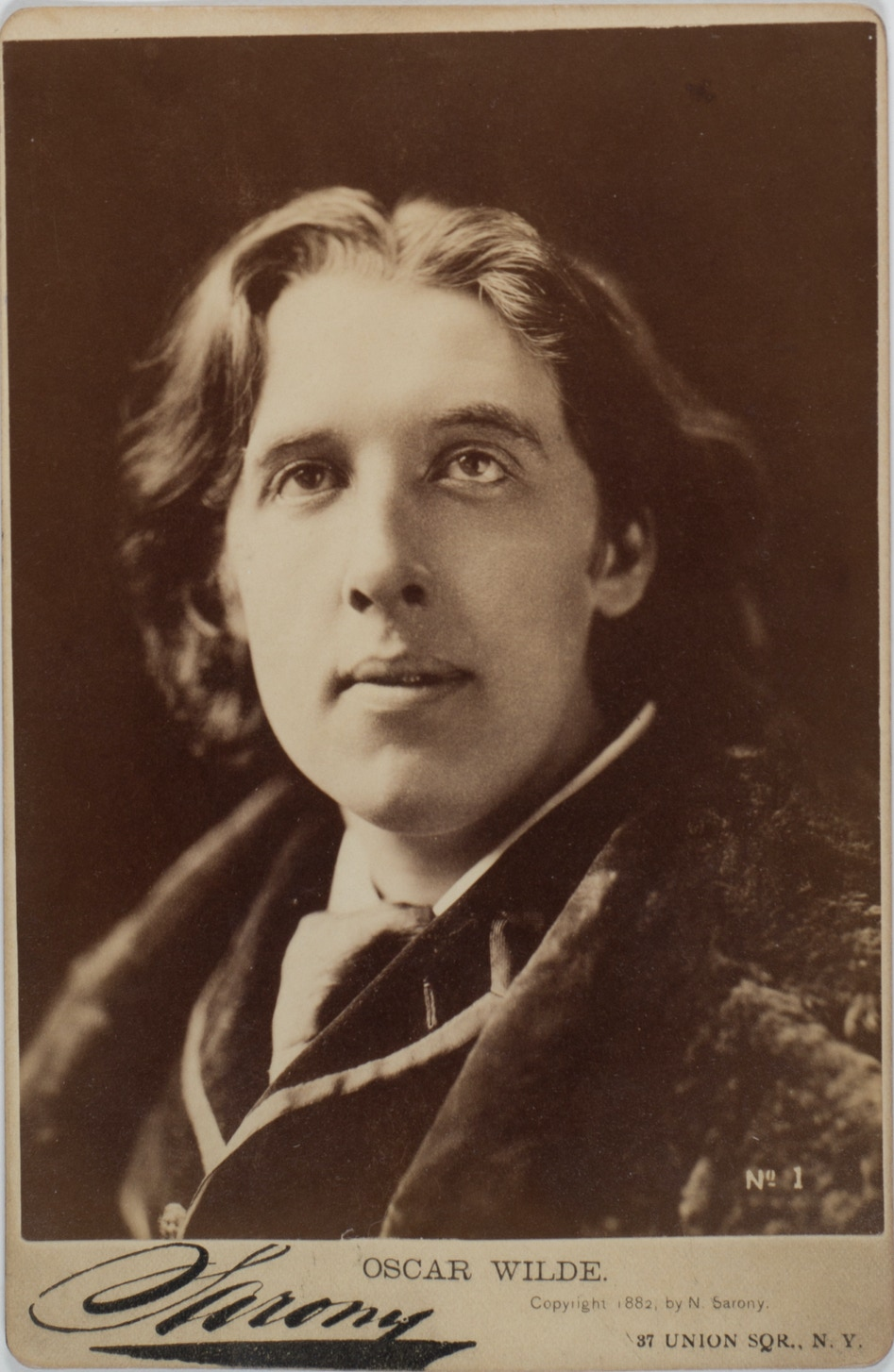
Oscar Wilde

Estheticisme, ook wel de Esthetische beweging, is een geestelijke stroming die gedateerd kan worden in de laatste drie decennia van de negentiende eeuw. De naam betekent 'het streven naar esthetiek'. Deze stroming is wel te beschouwen als de Engelse tak van het decadentisme. De kunstenaars en theoretici van het estheticisme waren van mening dat kunst ervoor diende om in alle opzichten de schoonheid te bevorderen, en niet een nuttig of opvoedkundig doel moest dienen of voeren naar een betere wereld. De kunst moest niet het leven afbeelden, maar het leven moet de kunst navolgen.
De theoretische grondslag van het estheticisme werd gelegd door de kunsthistoricus Walter Pater in een serie opstellen uit 1867-1868, in 1873 verzameld in Studies in the History of the Renaissance, waarin hij stelde dat het leven intens geleefd moest worden, op zoek naar een schoonheidsideaal. Als voorlopers van deze stroming kunnen de jonggestorven Engelse romantische dichters Percy Bysshe Shelley en John Keats genoemd worden, en ook de prerafaëlieten, een romantische broederschap van schilders die in 1848 werd opgericht. Oscar Wilde was de woordvoerder en tevens in zijn flamboyante leven het vlaggenschip van het estheticisme. Algernon Charles Swinburne is als een esthetisch dichter te beschouwen, en de Amerikaan James McNeill Whistler als een esthetisch schilder, die door een proces tegen de kunstcriticus John Ruskin het estheticisme onder de neuzen van het hele Engelse publiek wist te wrijven. Deze hoofdrolspelers van de beweging en hun volgelingen leefden als dandy's.
Omdat de schoonheid in het hele leven moest worden nagestreefd, niet alleen in de musea of in de wereld van het boek, had het estheticisme een diepe invloed op de toegepaste kunst, op kleding, architectuur en woninginrichting. In een esthetisch interieur vind je lelies, pauwenveren en Chinees porselein, niet het vulgaire victoriaanse eclecticisme. Estheticisme kan in verband worden gebracht met art nouveau en met de arts-and-craftsbeweging, maar wel zonder de politieke aspecten van die stromingen. 
Het estheticisme verloor veel van zijn aanzien door de processen van Oscar Wilde in 1895, waardoor de geruchten dat Wilde homoseksueel was, uiteindelijk gestaafd werden. Door de val van zijn voetstuk verloor hij haast al zijn vrienden, en niemand wilde nog geassocieerd worden met de stroming die Wilde belichaamde. 